# Mackinia japonica
Mackinia japonica is een pissebed uit de familie Janiridae. De wetenschappelijke naam van de soort is voor het eerst geldig gepubliceerd in 1956 door Matsumoto.